# Pay TV
La televisione a pagamento, o pay TV (abbreviazione della corrispondente espressione inglese pay television), è la televisione privata fruita da telespettatori che, per tale fruizione, pagano una somma di denaro al provider televisivo. Essa rappresenta una delle due principali forme di finanziamento della televisione privata, assieme alla pubblicità. Queste due forme di finanziamento della televisione non sono contrapposte: anche nella televisione a pagamento può essere presente la pubblicità. I canali televisivi a pagamento erano inizialmente sviluppati per trasmettere programmi sullo sport e sul cinema, ma con il passare degli anni si sono coperte anche altre tematiche.
Per estensione, con le espressioni "televisione a pagamento" e "pay TV" si indica anche un canale televisivo a pagamento o un bouquet televisivo a pagamento.

## Forme di pagamento
Essenzialmente sono praticate due principali forme di pagamento: il prepagamento ed il canone. Il prepagamento prevede che il telespettatore paghi al provider televisivo quanto dovuto per la fruizione dei contenuti televisivi prima che tale fruizione avvenga. In particolare il provider televisivo può offrire la possibilità di acquistare la fruizione di contenuti televisivi per un determinato periodo tempo (una serata, tre giorni, due settimane, sei mesi, ecc.) oppure la fruizione di uno o più programmi televisivi ben determinati (il documentario La via del petrolio, il film Ritorno al futuro, tutte le partite di calcio del campionato di Serie A 2013-2014 giocate in casa dal Milan, ecc.). Esclusivamente nel secondo caso (fruizione di uno o più programmi televisivi ben determinati) si parla, più specificatamente, di "pay-per-view".
La seconda principale forma di pagamento prevede che il telespettatore stipuli con il provider televisivo un contratto di abbonamento. Normalmente la durata del contratto è di un anno allo scadere del quale, se il telespettatore non comunica al provider televisivo l'intenzione di recedere, la durata del contratto viene prolungata di un altro anno. Il contratto prevede che periodicamente il telespettatore paghi al provider televisivo una determinata somma di denaro (quindi un canone) dopo aver fruito dei contenuti televisivi per un determinato periodo di tempo (normalmente uno o due mesi). Eventualmente il contratto può prevedere anche il pagamento di una somma di denaro iniziale (normalmente giustificata come "costo di attivazione del servizio").

## Storia
La televisione a pagamento nasce in Inghilterra negli anni sessanta; all'inizio prevede la trasmissione di alcuni programmi o telegiornali, per la cui visione sono necessari un abbonamento ed una sorta di contatore. In Europa la prima televisione a pagamento ufficiale è la svizzera Teleclub nata nel 1982, la seconda è Canal+ nata nel 1984. Fuori dell'Italia la televisione a pagamento si sviluppa inizialmente nella televisione via cavo. In Italia, per la televisione via cavo, vige una normativa che impone trasmissioni via cavo in modalità monocanali. Nel 1991, una nuova normativa, consentirà il cavo pluricanale ma subordinatamente ad un regolamento di attuazione che non viene mai emanato.
Anche per questo in Italia arriva nel 1991 con la nascita di TELE+. TELE+ propone, sulle normali frequenze televisive analogiche, tre canali in forma criptata i quali richiedono per la visione un apposito apparecchio, detto set-top box, fornito con l'abbonamento. I canali trasmettono in maniera esclusiva film (spesso in anteprima) ed eventi sportivi di pregio come partite del campionato di calcio di serie A. Nel 1996 nasce Stream TV, inizialmente disponibile solo nella televisione via cavo, e poi nella televisione satellitare. Con la nascita della televisione satellitare, la televisione a pagamento inizia a diffondersi pure via satellite in digitale, trovando in essa una tecnologia meno costosa (un solo trasmettitore radio posto su un satellite è in grado di coprire interi continenti) e più efficiente (la frequenze digitali sono in numero maggiore rispetto a quelle analogiche, già occupate da molti altri servizi, inoltre è possibile trasmettere sulle stesse frequenze da diverse posizioni orbitali). Il 26 agosto 2003 nasce Gioco Calcio, che trasmette le partite giocate nella stagione calcistica 2003-2004 che era disponibile sulla televisione satellitare. In Italia, dal 31 luglio 2003 Sky monopolizza il mercato satellitare a pagamento italiano dopo l'acquisizione e l'assorbimento di TELE+ e Stream TV. Anche in altri paesi europei c'è una situazione simile (ad esempio in Spagna, dove pure è rimasta una sola televisione a pagamento satellitare, nata con la stessa tempistica avuta in Italia, anche se con servizi maggiori, con risorse di tv maggiori, ampi canali e illimitata come varietà di eventi calcistici e sportivi).
Dall'inverno 2004/2005 sul digitale terrestre viene aperta una nuova frontiera della televisione a pagamento: Mediaset, con Mediaset Premium, e in misura minore Telecom Italia Media, con Cartapiù (sostituita nel 2009 con Dahlia TV, poi fallita nel 2011). Iniziano ad offrire un servizio di pay per view che non necessita di abbonamento ad emittenti televisive a pagamento. Tra i contenuti offerti c'è anche il campionato di calcio, le due società si pongono così in diretta concorrenza con la piattaforma satellitare di Rupert Murdoch, Sky Italia. In seguito nascono Alice Home TV (poi IPTV di Telecom Italia), Infostrada TV e Fastweb TV. Nel 2009 Cartapiù lascia il posto a Dahlia TV, che ne eredita gli abbonati. Intanto la televisione a pagamento venne diffusa nella televisione mobile attraverso 3 TV, TIM TV e Sky Live TV. L'11 ottobre 2010 nasce Europa7 HD, che propone 9 canali in alta definizione. Il 25 febbraio 2011 Dahlia TV chiude i battenti.